# 第十六号輸送艦
第十六号輸送艦（だいじゅうろくごうゆそうかん）は、日本海軍の輸送艦。第一号型輸送艦の16番艦。離島に対する輸送作戦に従事した。太平洋戦争を生き延びて戦後は復員輸送に従事したのち、賠償艦として中華民国に引き渡された。

## 艦歴

### 日本海軍
マル戦計画の計画名特務艦特型、仮称艦名第2916号艦として計画。1944年8月12日、三菱重工業横浜造船所で建造番号555番船として起工。9月1日、第十六号輸送艦と命名。同日付で第一号型輸送艦の14番艦に定められ、本籍を横須賀鎮守府と仮定。10月10日、進水。27日、艤装員事務所を横浜市緑町の三菱仮兵舎内に設置し事務開始。
12月31日竣工し、連合艦隊附属第二輸送隊に編入され、本籍を横須賀鎮守府に定められる。同日、艤装員事務所を撤去。以後、主として父島、八丈島、硫黄島に対する輸送任務に従事。
1945年2月20日から3月12日まで、横須賀海軍工廠で修理を行う。3月7日、第二輸送隊司令輸送艦。4月14日、鳥島挺身輸送のため輸送隊司令旗を第13号輸送艦へ移揚し、横須賀発。19日、横須賀に帰着し輸送隊司令旗を本艦に復帰。
6月17日、伊豆大島沖で空襲を受け損傷。終戦時は横須賀で修理中。8月26日、横須賀鎮守府第一予備輸送艦に定められる。9月15日除籍され、横須賀-グアム-浦賀を皮切りに復員輸送に従事。10月12日、帝国艦船特別輸送艦と呼称される。

### 第二復員省-復員庁
1945年12月1日、第二復員省の開庁により、横須賀地方復員局所管の特別輸送艦に定められる。20日、艦名を輸第十六号に改称。
1946年10月19日、佐世保発、21日那覇着。同日那覇発、23日佐世保着。27日佐世保発、途中浦賀に寄港し、11月1日石川島着。1日から22日まで石川島造船所で修理を行う。12月11日、浦賀発。16日、グアム着。23日、浦賀に帰着。この復員輸送が最後となり、25日特別保管艦に指定され、横須賀地方復員局特別保管艦艇第七保管群に配される。
1947年2月から4月にかけて、大洋漁業に貸し出されて第二次小笠原捕鯨の捕鯨母船として活動する。
8月25日、中華民国に対する賠償艦第三次引渡しのため佐世保を出港。29日、特別輸送艦の定めを解かれ、青島で中華民国に引き渡された。12月15日、輸第十六号の残務整理が終了した。

### 中華民国海軍
日本からの引渡し時は接24号と仮称されたが、再武装されないまま武夷 または武彜 と命名され運輸艦隊に編入された。国共内戦時は中国大陸から台湾への避難民や物資の輸送に従事した。1954年、部品の欠乏により任務から外れ廃艦となった。

## 第十六号輸送艦長/輸第十六号艦長
艤装員長
1. 小林正夫 少佐：1944年10月20日 - 1944年12月31日

輸送艦長/艦長
1. 小林正夫 少佐：輸送艦長 1944年12月31日 - 1945年4月23日
2. 長橋喜間太 少佐：1945年4月23日 - 1945年7月15日
3. 原田七郎 少佐：1945年7月15日 - 1945年10月10日
4. 磯邊秀雄 大尉/第二復員官/第二復員事務官/復員事務官：1945年10月10日 - 艦長 1945年12月20日 - 1947年6月29日
5. 磯邊秀雄 復員事務官：1947年8月5日 - 1947年8月29日[注釈 8]